# 야마가시
야마가시(일본어: 山鹿市)는 일본 구마모토현 북부에 있는 시로, 야마가 온천과 야마가 등롱 축제로 알려진 도시이다.

## 지리
구마모토현 북부의 내륙부에 위치하고, 구마모토시에서 북쪽으로 약 30km, 후쿠오카시에서 남남동쪽으로 약 90km 떨어진 곳에 위치한다. 시 북부에서 북동부에 걸쳐 후쿠오카현과 접하고 동단부에서는 오이타현과 조금 접한다. 중앙부보다 약간 남쪽에 있는 중심 시가지에서 남부(옛 기쿠카정)까지는 분지를 이룬다. 북부에서 북동부까지의 현 경계 부근은 규슈 산지의 일부를 차지하며 하천으로는 기쿠치강이 중심부를 흐른다.

## 인접하는 자치체
- 구마모토현
  - 기쿠치시
  - 가모토군 우에키정
  - 다마나군 교쿠토정, 나고미정

- 후쿠오카현
  - 야메시

- 오이타현
  - 히타시

## 역사
12세기 중순에 야마가 온천이 발견되어 온천 마을의 성격을 가지게 되었다. 중세에는 기쿠치씨가 지역 일대를 지배했지만 기쿠치씨의 몰락 후 어지럽게 변동하였다. 중세의 야마가는 각지의 취락 산물 집산 지역으로 기쿠치강의 항구를 가지는 시장과 온천 마을이 결합되었고 오늘날 야마가시의 골격은 대개 이 시대에 형성되었다.
근세에는 가토 기요마사가 야마가를 포함한 9군의 영주가 되었고 가토씨의 치세하에 지역은 안정되었다. 에도 시대에는 산킨코타이의 길이 되는 "부젠 가도"가 정비되어 구마모토번·히토요시번·사쓰마번이 이 길을 왕래해 역참 마을로 발전했다. 18세기에는 야마가 대교의 완성으로 온천지로 한층 더 활기찼고 요즘 특산물인 야마가 우산 제작 등도 활발해졌다.
- 1889년 4월 1일 - 정촌제 시행으로 야마가정이 성립하였다.
- 1954년 4월 1일 - 가모토군 야마가정을 포함한 1정 7촌이 합병해 야마가시가 되었다.
- 2005년 1월 15일 - 야마가시, 가모토군 가오정·가호쿠정·가모토정·기쿠카정이 합병해 야마가시가 되었다.

## 교통

### 도로
- 국도 3호선
- 국도 325호선
- 국도 443호선

## 기후
| 야마가시 가호쿠마치의 기후                                   | 야마가시 가호쿠마치의 기후 | 야마가시 가호쿠마치의 기후 | 야마가시 가호쿠마치의 기후 | 야마가시 가호쿠마치의 기후 | 야마가시 가호쿠마치의 기후 | 야마가시 가호쿠마치의 기후 | 야마가시 가호쿠마치의 기후 | 야마가시 가호쿠마치의 기후 | 야마가시 가호쿠마치의 기후 | 야마가시 가호쿠마치의 기후 | 야마가시 가호쿠마치의 기후 | 야마가시 가호쿠마치의 기후 | 야마가시 가호쿠마치의 기후 |
| 월                                                           | 1월                        | 2월                        | 3월                        | 4월                        | 5월                        | 6월                        | 7월                        | 8월                        | 9월                        | 10월                       | 11월                       | 12월                       | 연간                       |
| ------------------------------------------------------------ | -------------------------- | -------------------------- | -------------------------- | -------------------------- | -------------------------- | -------------------------- | -------------------------- | -------------------------- | -------------------------- | -------------------------- | -------------------------- | -------------------------- | -------------------------- |
| 역대 최고 기온 °C (°F)                                       | 22.0 (71.6)                | 23.3 (73.9)                | 26.0 (78.8)                | 30.1 (86.2)                | 35.3 (95.5)                | 34.9 (94.8)                | 36.8 (98.2)                | 36.9 (98.4)                | 35.8 (96.4)                | 32.3 (90.1)                | 26.3 (79.3)                | 24.0 (75.2)                | 36.9 (98.4)                |
| 일평균 최고 기온 °C (°F)                                     | 9.7 (49.5)                 | 11.4 (52.5)                | 15.2 (59.4)                | 20.7 (69.3)                | 25.3 (77.5)                | 27.3 (81.1)                | 30.6 (87.1)                | 32.0 (89.6)                | 28.9 (84.0)                | 23.7 (74.7)                | 17.6 (63.7)                | 11.9 (53.4)                | 21.2 (70.2)                |
| 일일 평균 기온 °C (°F)                                       | 3.5 (38.3)                 | 4.9 (40.8)                 | 8.4 (47.1)                 | 13.6 (56.5)                | 18.4 (65.1)                | 22.1 (71.8)                | 25.7 (78.3)                | 26.3 (79.3)                | 22.9 (73.2)                | 17.0 (62.6)                | 10.9 (51.6)                | 5.4 (41.7)                 | 14.9 (58.9)                |
| 일평균 최저 기온 °C (°F)                                     | −1.5 (29.3)                | −0.9 (30.4)                | 2.1 (35.8)                 | 6.8 (44.2)                 | 11.9 (53.4)                | 17.7 (63.9)                | 22.0 (71.6)                | 22.0 (71.6)                | 18.2 (64.8)                | 11.4 (52.5)                | 5.3 (41.5)                 | 0.2 (32.4)                 | 9.6 (49.3)                 |
| 역대 최저 기온 °C (°F)                                       | −8.8 (16.2)                | −10.1 (13.8)               | −6.7 (19.9)                | −3.9 (25.0)                | 0.9 (33.6)                 | 6.3 (43.3)                 | 12.7 (54.9)                | 13.7 (56.7)                | 6.2 (43.2)                 | −0.7 (30.7)                | −3.7 (25.3)                | −7.4 (18.7)                | −10.1 (13.8)               |
| 평균 강수량 mm (인치)                                        | 59.3 (2.33)                | 84.8 (3.34)                | 136.3 (5.37)               | 158.7 (6.25)               | 196.7 (7.74)               | 449.0 (17.68)              | 452.5 (17.81)              | 233.2 (9.18)               | 167.2 (6.58)               | 86.4 (3.40)                | 87.8 (3.46)                | 66.1 (2.60)                | 2,177.9 (85.74)            |
| 평균 강수일수 (≥ 1.0 mm)                                     | 7.8                        | 8.6                        | 10.9                       | 10.5                       | 10.1                       | 14.2                       | 14.1                       | 11.5                       | 9.6                        | 6.8                        | 7.9                        | 7.9                        | 119.9                      |
| 평균 월간 일조시간                                           | 119.5                      | 128.6                      | 162.2                      | 186.2                      | 196.4                      | 124.6                      | 157.2                      | 190.2                      | 169.8                      | 179.8                      | 143.4                      | 126.6                      | 1,884.6                    |
| 출처: 일본 기상청 (평년값: 1991년~2020년, 극값: 1977년~현재) |                            |                            |                            |                            |                            |                            |                            |                            |                            |                            |                            |                            |                            |